# Ophiura carnea
Ophiura carnea is een slangster uit de familie Ophiuridae.
De wetenschappelijke naam van de soort werd in 1858 gepubliceerd door Christian Frederik Lütken.